# Lasiopodomys fuscus
Lasiopodomys fuscus é uma espécie de roedor da família Cricetidae.
Apenas pode ser encontrada na China.
Os seus habitats naturais são: campos de gramíneas de clima temperado.